# Corniche Beirut

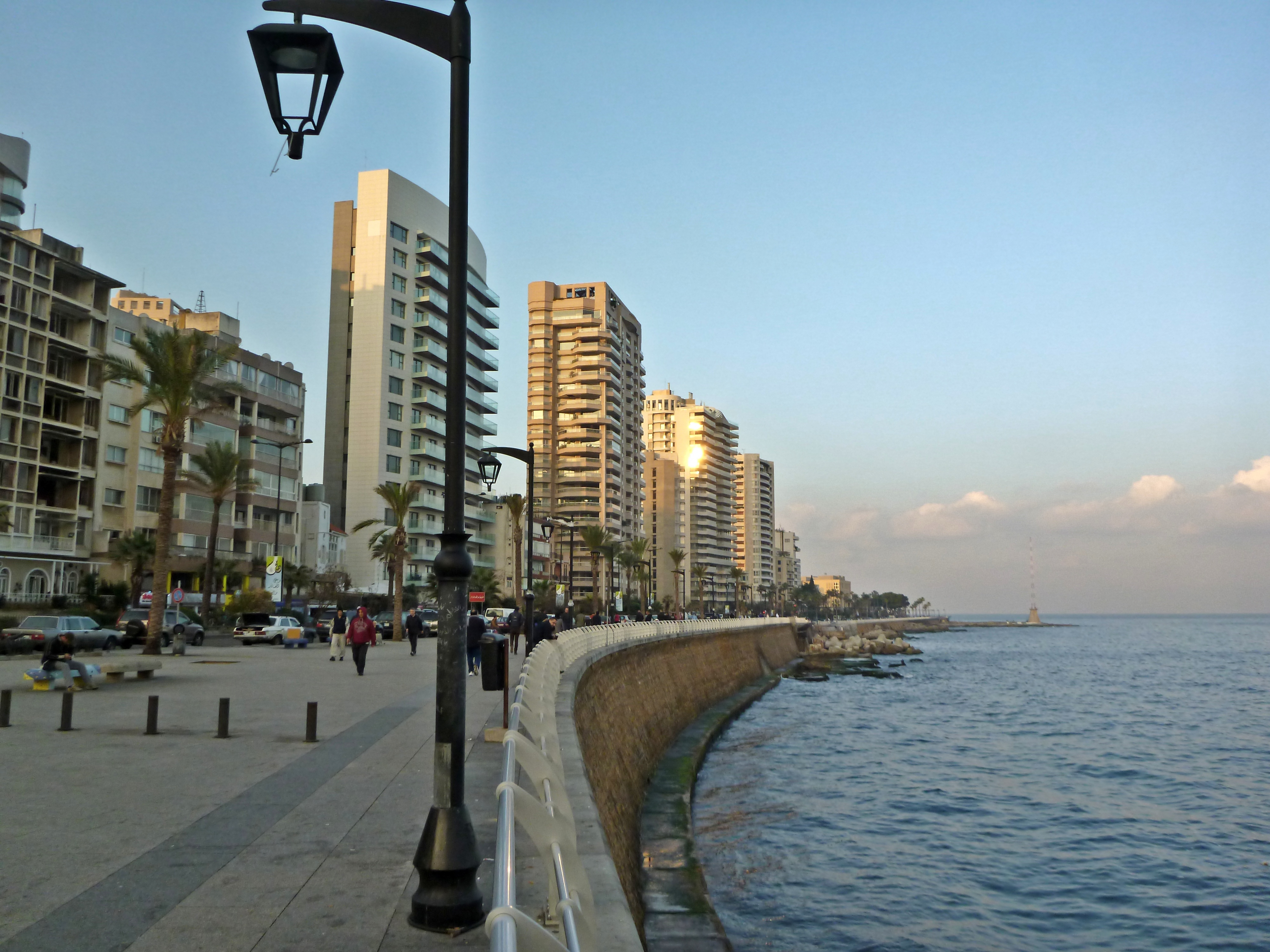
Nördlicher Teil der Corniche

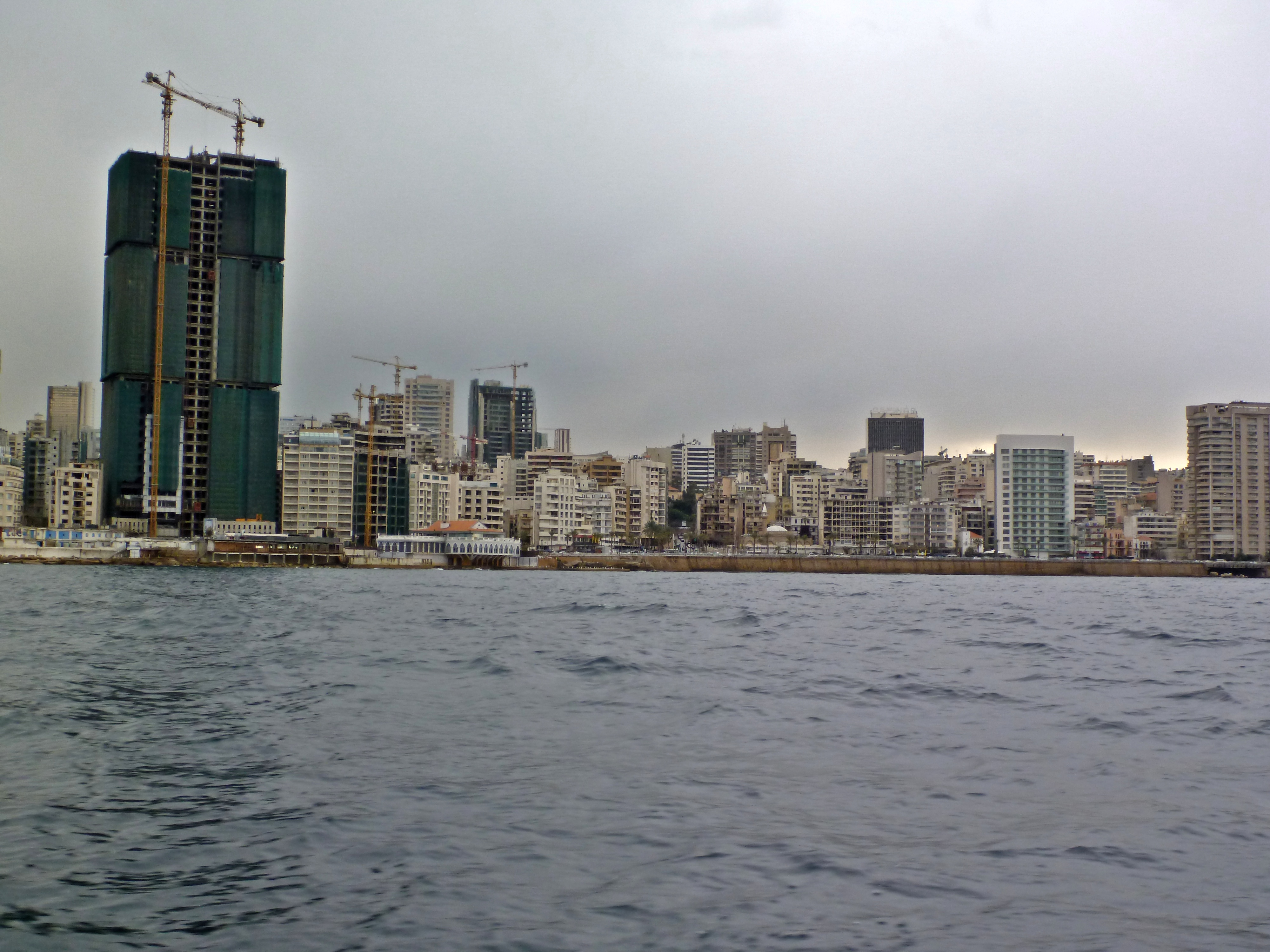
Skyline und Corniche vom Meer

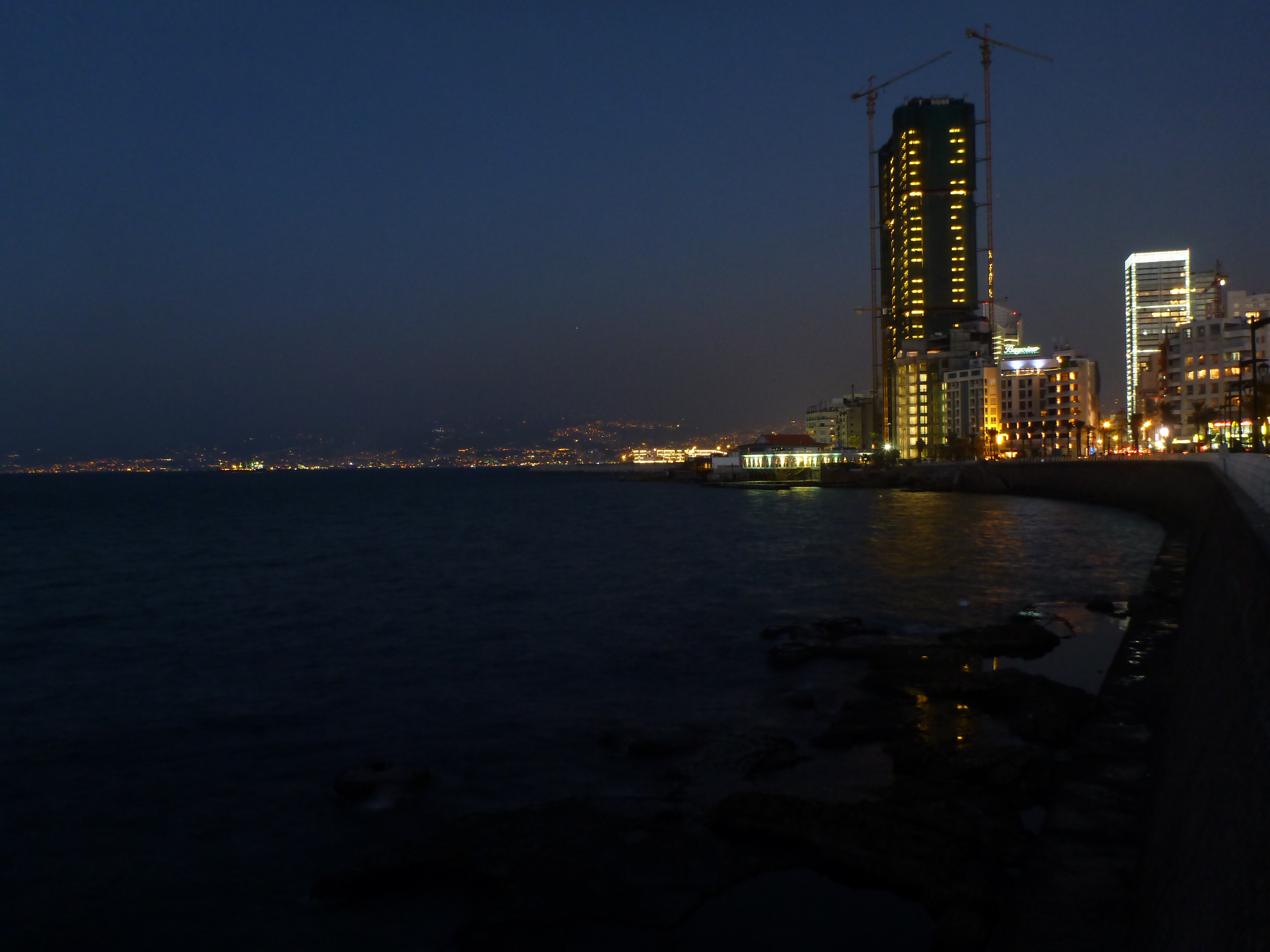
Corniche bei Nacht

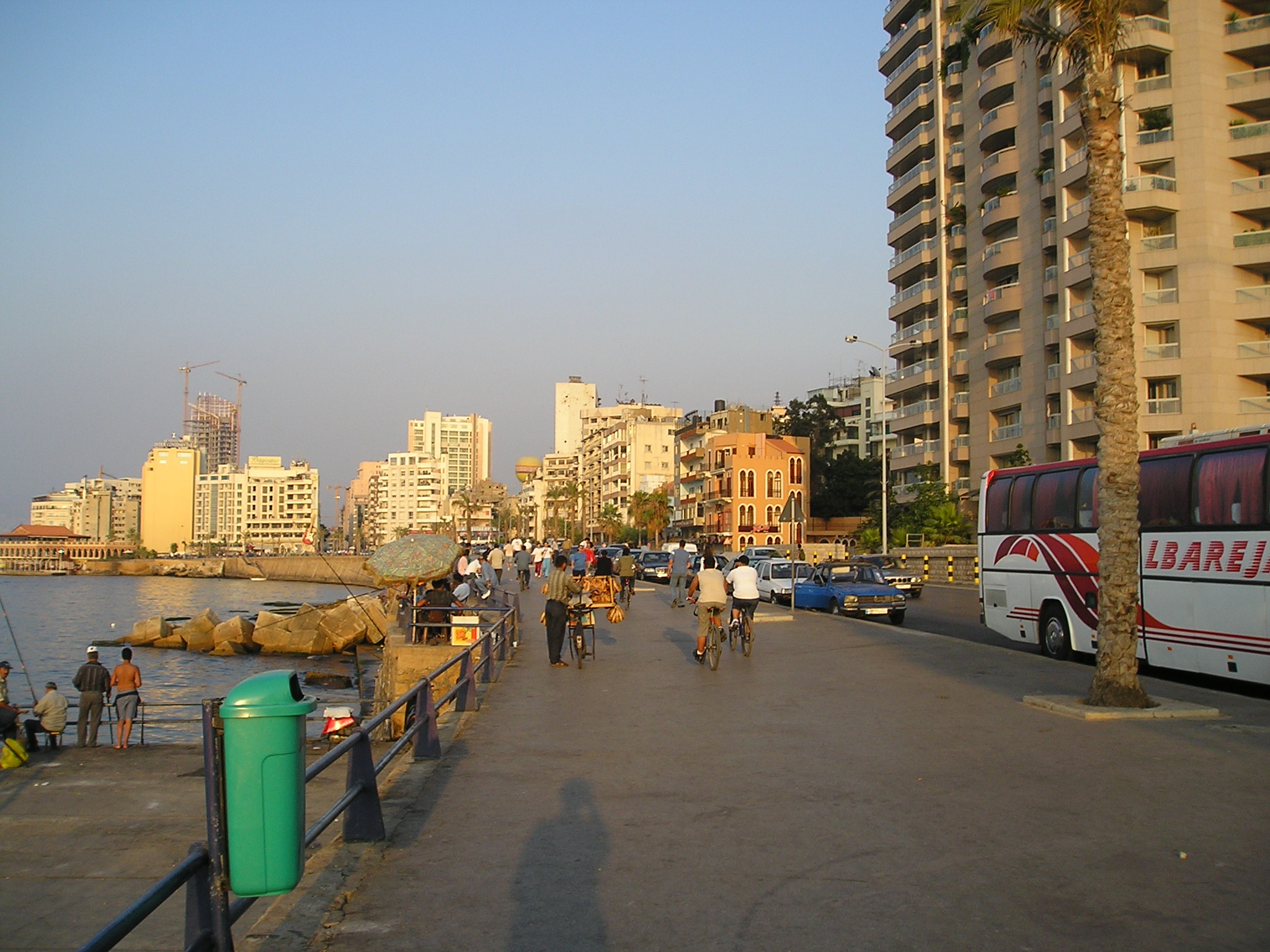
Metallgeländer an der Corniche im Jahr 2005

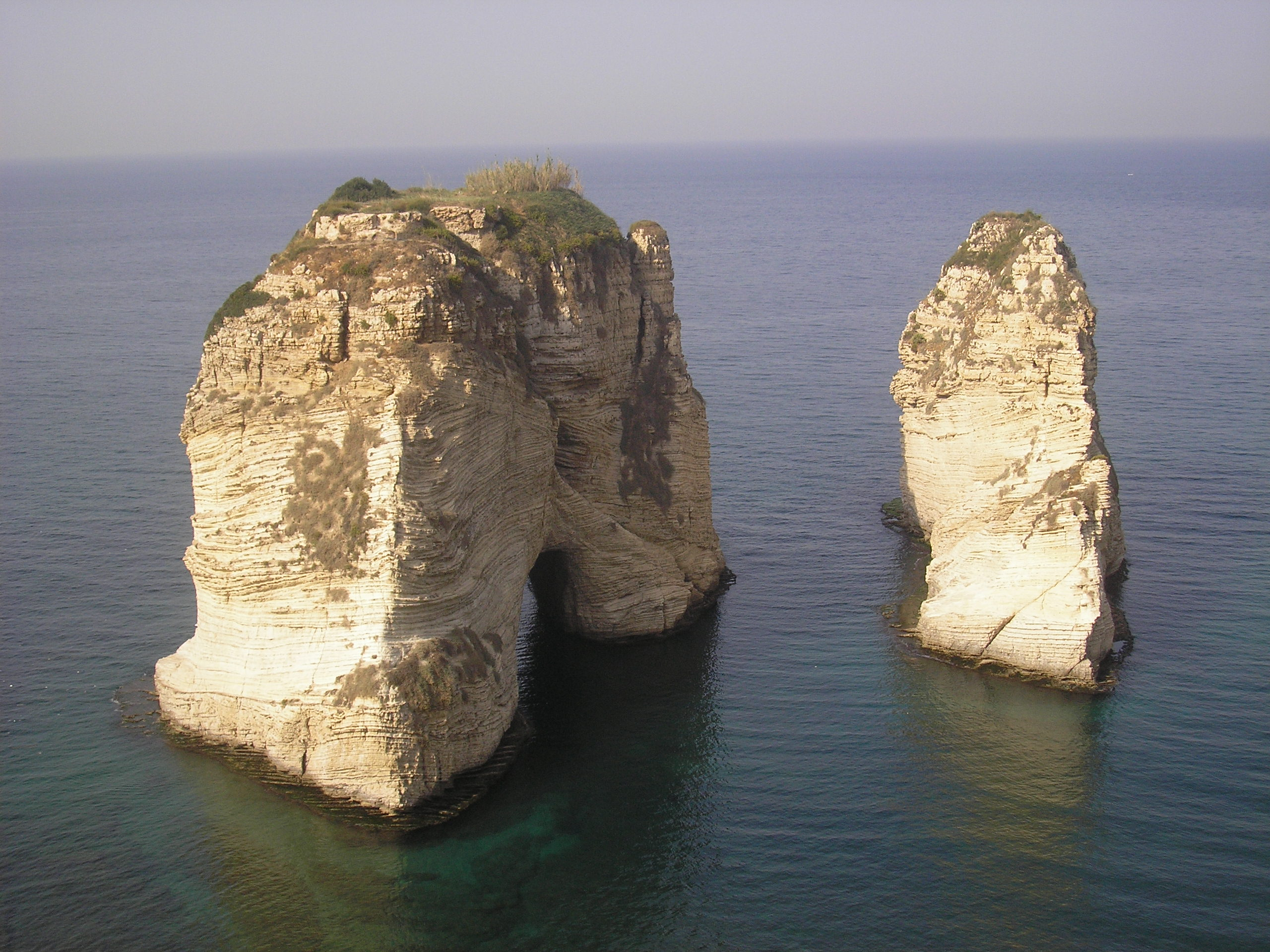
Pigeons Rock von der Corniche

Die Corniche Beirut (arabisch كورنيش بيروت) ist die von Palmen gesäumte etwa 4,8 Kilometer lange Seepromenade an der Mittelmeerküste in Beirut, im Libanon.

## Lage
Die Corniche Beirut umrundet die Landspitze von Beirut. Sie beginnt im Osten am Golfe de Saint-Georges und führt am Platz des Attentat auf Rafiq al-Hariri vorbei. Anschließend verläuft sie parallel entlang der Avenue de Paris an der Amerikanischen Universität von Beirut und am Leuchtturm Beirut vorbei. Im Westen der Innenstadt verläuft sie parallel an der Avenue General de Gaulle Richtung Süden. Sie endet an der Rafic Hariri Avenue im Südwesten der Innenstadt.

## Geschichte
Die Corniche Beirut hat ihren Ursprung in der Avenue des Français, die während der Zeit des Völkerbundmandat für Syrien und Libanon als erste Promenade von Beirut an der Saint George Bay gebaut wurde. In den Jahren 1925 bis 1932 wurden viele berühmte Hotels, wie das legendäre Hotel St. Georges, das Hotel Normandy und das Hotel Bassoul an der Avenue des Français erbaut. Während des Libanesischen Bürgerkriegs wurde die Küstenlinie östlich der Saint George Bay weiter seewärts verschoben und Teile der Avenue des Français wurden dabei zerstört. Durch die Kämpfe im Krieg sind viele der Palmen noch heute von Treffern gezeichnet. Die heutige Promenade wurde nach dem Krieg insbesondere von der Firma Solidere und Gustafson-Porter wieder aufgebaut.

## Nutzung
Die Promenade ist heute der beliebteste Treffpunkt für Angler, Jogger und Spaziergänger in Beirut. An der Küstenlinie befinden sich auch heute wieder berühmte Hotels der Stadt, wie das Phoenicia InterContinental Hotel und das Le Vendôme Intercontinental Hotel. Das Hotel St. Georges ist bisher nicht wieder aufgebaut worden und steht heute als Ruine an der östlichen Seite der Zaitunay Bay zwischen Corniche und der Bucht. Mit dem höchsten Gebäude, dem Platinum Tower an der Zaitunay Bay, dem University Tower und dem Leuchtturm Beirut befinden sich weiterhin die bekanntesten Landmarken der Stadt an der Corniche. Auf der Westseite der Stadt befinden sich der Pigeon Rock, unterhalb der Corniche. Im Sommer wird die Corniche auch vor allem von Jugendlichen genutzt, um von oben, verbotenerweise, zwischen die Felsen ins Meer zu springen. An der Corniche befindet sich auch die einzige Tauchbasis in Beirut.

## Modernisierung
Im Jahr 2001 wurden die 76 Betonbänke durch neue ersetzt, die mit farbigen Keramikfliesen von der libanesischen Künstlerin Lena Kelekian verziert wurden. Im Jahr 2007 wurden die blauen stark korrodierten Metallgeländer auf ganzer Länge gegen graue Aluminiumgeländer ausgetauscht. Lediglich vor dem University Tower wurden die Metallgeländer in Teilen erhalten.